# Wystarczy chcieć
Wystarczy chcieć – utwór muzyczny, napisany przez Roberta Amiriana dla Fundacji Polsat.
Pierwszą wersję w 1996 wykonywali Katarzyna Nosowska, Mietek Szcześniak, Urszula, Natalia Kukulska, Dariusz Krupa i Robert Amirian.
Druga wersja powstała w 2006 z okazji 10-lecia istnienia Fundacji Polsat. W jej nagraniu wzięli udział Edyta Górniak, Maryla Rodowicz, Mieczysław Szcześniak, Grzegorz Markowski, Natalia Kukulska i Kayah. Teledysk do piosenki otrzymał wyróżnienie podczas 9. edycji Festiwalu Wideoklipów dla Dzieci „Mały Jaś”.
Z okazji 15-lecia Fundacji Polsat 3 czerwca 2011 utwór został wykonany na żywo przez uczestników konkursu Trendy podczas emitowanego przez Polsat festiwalu TOPtrendy 2011.